# کورو (تگزاس)
کورو، تگزاس(به انگلیسی: Cuero, Texas) شهری در ایالت تگزاس از ایالات جنوبی ایالات متحده آمریکا است. در سرشماری سال ۲۰۰۰، جمعیت این شهر ۶۵۷۱ نفر اعلام شد.